# Econofisica
L'econofisica è un branca dell'economia eterodossa e interdisciplinare caratterizzato dall'applicazione di tecniche e metodi provenienti dalla fisica a problemi propri dell'economia. Tali metodi, in genere, comprendono aspetti stocastici, statistici e di dinamica non lineare.

## Origini e storia
Un importante precedente della disciplina oggi nota come econofisica è costituito dal complesso di studi e ricerche effettuati da Benoît Mandelbrot a partire dai primi anni sessanta col suo innovativo approccio frattale all'economia. L'econofisica è stata sviluppata sul finire degli anni novanta da diversi fisici con interessi nel campo della meccanica statistica. Questi decisero spontaneamente di affrontare i complessi problemi posti dall'economia, soprattutto nell'ambito della finanza. Non soddisfatti dai tradizionali modelli adottati dagli economisti (diversi dei quali mancavano di un solido fondamento empirico), applicarono strumenti e metodi della fisica, in primo luogo cercando di replicare i dati finanziari osservati, poi tentando di spiegare fenomeni economici in maniera più generale. A questo proposito si segnalano i risultati ottenuti dalla finanza frattale.
Un importante motore dello sviluppo dell'econofisica nel Novecento è stata l'ampia disponibilità di dati su variabili finanziarie, soprattutto a partire dagli anni ottanta. Divenne presto evidente che i metodi di analisi tradizionale erano insufficienti: i modelli economici standard si fondavano sull'ipotesi di omogeneità degli agenti e sul concetto di equilibrio, laddove diversi e interessanti fenomeni osservati nei mercati finanziari sembrano dipendere in maniera fondamentale dall'eterogeneità degli agenti e da dinamiche di non-equilibrio.

## Descrizione
Tra gli strumenti utilizzati in econofisica vi sono, a titolo esemplificativo (e senza pretese di esaustività), i seguenti: impiego di modelli di percolazione e modelli derivati dalla geometria frattale per spiegare le fluttuazioni dei mercati finanziari, impiego di modelli di arresto cardiaco, criticalità auto-organizzata, previsione dei terremoti, per comprendere e spiegare i crash del mercato azionario. Le similitudini concettuali delle tecniche utilizzate fanno sì che le interazioni tra questi diversi settori siano frequenti.
Fondamentali strumenti dell'econofisica sono la teoria matematica della complessità e quella, strettamente collegata, dell'informazione, sviluppate, rispettivamente, da Murray Gell-Mann e Claude Shannon. Poiché i fenomeni economici sono il risultato macroscopico dell'interazione di numerosi agenti a livello microscopico, i modelli fisici (nonché economici) che li analizzano devono riflettere tale caratteristica; questa considerazione ha aperto la via all'impiego di modelli multiagente in economia. Infine, diversi altri metodi fisici possono essere e sono impiegati dall'econofisica; esempi sono dati da fluidodinamica, meccanica quantistica, integrazione di linea.

### Popolarità e critiche all'econofisica
Così come altre "nuove" branche dell'economia (quale ad esempio, e per citare un caso notevole, l'economia evolutiva, che ha avuto a partire dagli anni novanta una certa popolarità), l'econofisica non ha ancora (2005) riscosso un ampio consenso nella comunità degli studiosi di economia, e può considerarsi una scuola di pensiero minoritaria in attesa di riconoscimenti ufficiali e unanimi.
Articoli che per argomento/impostazione teorica/metodi possono essere ricondotti all'econofisica si trovano di rado pubblicati su riviste di economia con una qualche visibilità internazionale, salvo rare eccezioni. Per contro, un certo numero di riviste dedicate alla fisica pubblica talvolta lavori di econofisica. Alcuni ne attribuiscono la ragione a differenze nelle abitudini dei referee delle riviste operanti nelle due discipline: se il tempo medio di pubblicazione di un articolo infatti si misura in settimane o mesi nel campo della fisica, spesso si misura in anni in quello dell'economia. D'altra parte inoltre le stesse nozioni, concetti e metodologie di analisi e prognosi adottate dall'econofisica e mutuate direttamente dalla fisica teorica risultano spesso di più difficile comprensione per il bagaglio tecnico-conoscitivo dell'economista classico.
Gli economisti classici sono in genere portatori di una disciplina economica basata per lo più sulla comprensione e sull'analisi qualitativa, o al più semi-quantitativa, piuttosto che su un'analisi puramente quantitativa tipica delle scienze dure come appunto la fisica. In questo senso l'econofisica, che non abbandona i concetti base propri dell'economia classica (come ad esempio la nozione di equilibrio economico), ma li integra con il rigore proprio della fisica matematica e le nozioni della fisica teorica, si pone come un possibile superamento o una vera e propria rivoluzione metodologica di analisi rispetto all'impostazione economica classica.
I modelli proposti nell'ambito dell'econofisica, sebbene spesso eleganti dal punto di vista del formalismo matematico, non hanno ancora prodotto, allo stato attuale (2005), risultati notevoli di carattere quantitativo, restando confinati alla natura di "soft science", tanto che alcuni critici dei modelli ritengono che in fondo l'econofisica rimproveri all'economia classica proprio ciò che hanno in comune, ovvero la mancanza appunto di risultati quantitativi importanti (si veda Is econphysics a solid science?, citato in bibliografia). Tuttavia, i contributi più significativi dell'econofisica alla teoria dei mercati sono, per ora, volti soprattutto alla confutazione dei modelli più semplicistici dell'economia tradizionale.
Una possibile critica che spesso viene mossa da alcuni economisti classici nei confronti dell'analisi e della modellistica economica avanzate è quella dell'impossibilità di modellizzare variabili intangibili, non quantificabili, ma fondamentali, come, ad esempio, l'innovazione, di cui l'economia stessa fortemente si nutre e che falserebbe le prognosi del modello.
In attesa di risultati più solidi e concreti da parte dell'econofisica il dibattito sulla sua reale scientificità ed efficacia rimane comunque apertissimo tra gli specialisti del settore economico e non.